# Greatest Hits, Vol. 1 (album Marvina Gayea)
Greatest Hits, Vol. 1 prvi je kompilacijski album s najvećim hitovima američkog soul glazbenika Marvina Gayea, koji izlazi 1964. godine, a objavljuje ga izdavačka kuća 'Tamla'.
Album je objavljen nakon njegove prve uspješnosti za izdavačku kuću i prvi album koji je upisan kao njegov solo projekt, nakon što je iste godine izašao prvijenac Together kojega u duetu izvodi s Mary Wells. Tri singla "Sandman", "Can I Get a Witness" (koja na B-strani sadrži skladbu "I'm Crazy 'Bout My Baby") i "You Are a Wonderful One", nisu bili predviđeni da budu objavljeni na ovom albumu, već na jednom od sljedećih Gayevih izdanja tokom njegovog djelovanja u 'Motownu'.

## Popis pjesama
1. Can I Get A Witness
2. You're a Wonderful One
3. Stubborn Kind of Fellow
4. I'm Crazy 'Bout My Baby
5. Pride and Joy
6. Hitch Hike
7. Sandman
8. Hello There Angel
9. One Of These Days
10. I'm Yours, You're Mine
11. Taking My Time
12. It Hurt Me Too

## Izvođači
- Prvi vokal - Marvin Gaye
- Prateći voklai - Martha and the Vandellas, The Temptations, The Supremes, The Four Tops, The Andantes i The Miracles
- Instrumenti - The Funk Brothers

## Vanjske poveznice
- Discogs.com - Marvin Gaye - Greatest Hits